# Да здравствует свободный Квебек!

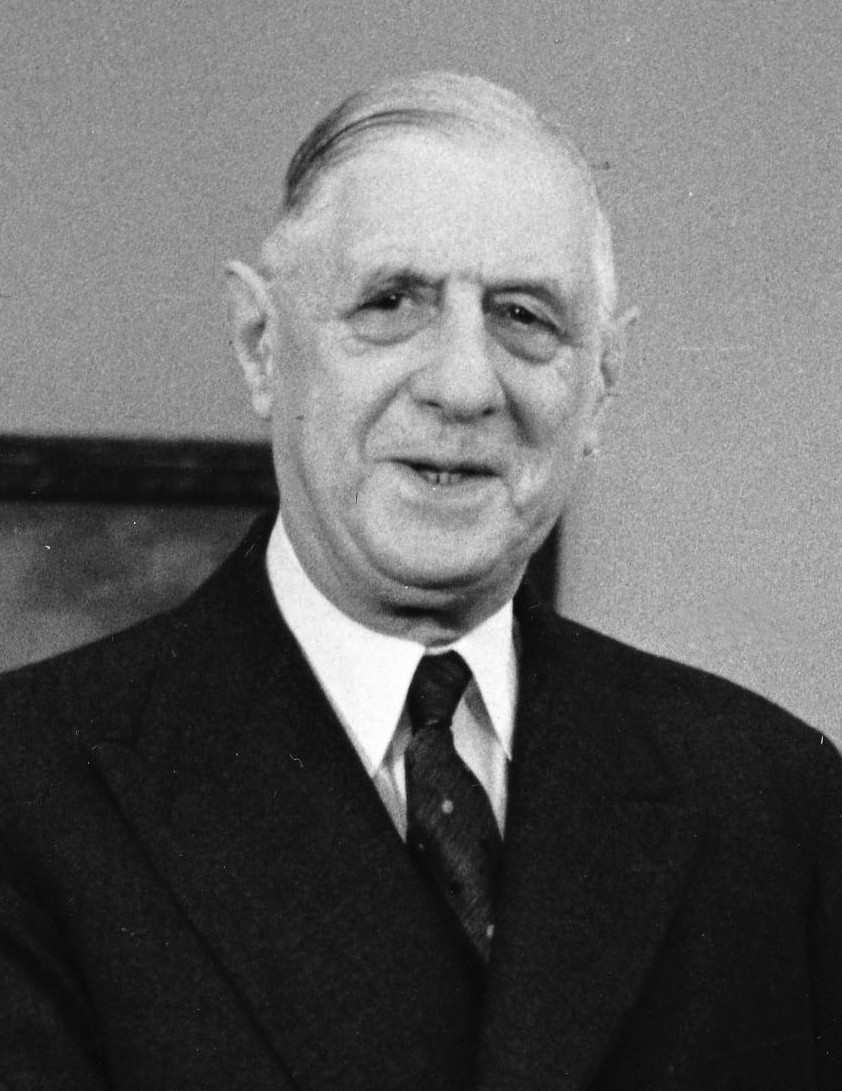
Шарль де Голль. 1963

«Да здравствует свободный Квебек!» (фр. Vive le Québec libre!) — скандально известный лозунг, который президент Франции Шарль де Голль произнёс в своей приветственной речи к монреальцам вечером 24 июля 1967 года с балкона здания мэрии. Шарль де Голль находился в Канаде с запланированным визитом по приглашению премьер-министра Квебека Даниэля Джонсона в связи с открытием выставки «Экспо-1967». Де Голль выступил с речью без подготовки, вдохновлённый собравшимся на площади ликующим народом. В истории франко-канадских отношений визит де Голля в Квебек в 1967 году рассматривается как кульминация «голлистской атаки» на англо-саксонские элиты Канады, подчинившие франкоязычный Квебек в 1759 году  и долгое время проводившие политику подавления французского языка и культуры.

## Предыстория
21 февраля 1966 года Франция вышла из военной организации НАТО, а штаб-квартира организации была срочно переведена из Парижа в Брюссель. В официальной ноте правительство Помпиду объявило об эвакуации 29 баз с 33 тысячами человек личного состава с территории страны. С этого времени официальная позиция Франции в международной политике становится резко антиамериканской, а следовательно и антиканадской, поскольку англо-канадское правительство было и остаётся важнейшим союзником США по НАТО. Генерал во время визитов в СССР и Камбоджу в 1966 году активно осуждает действия США и НАТО в отношении стран Индокитая, а позднее и Израиля в Шестидневной войне 1967 года.
Квебек — бывшая французская колония, в 1764 году окончательно перешёл к англичанам, а в 1867 году стал провинцией Канады. Подавляющее большинство населения Квебека было франкоязычным. Де Голль, тщательно следивший за развитием движения за самоопределение в Квебеке, мечтал об образовании независимого франкоязычного государства в Северной Америке. В 1963 году на заседании кабинета министров он заявил: «Я верю, что будет существовать Французская республика Канады. Сейчас французская Канада переживает расцвет. Однажды она отделится от английской Канады, потому что для французских канадцев противоестественно вечно находиться под английским господством». Накануне отъезда в Канаду Шарль де Голль в неофициальной обстановке сказал: «Единственно возможное будущее для Французской Канады — это стать суверенной».
Накануне поездки в Канаду де Голль признался своему зятю де Буасьё в том что в Квебеке он планирует «нанести сильный удар, который нужен для исправления ошибок Франции», бросившей 70 000 своих граждан на произвол судьбы после захвата Квебека англо-американскими силами в 1760 году (договор передачи Канады в пользу Великобритании даже не упомянул право франкоканадцев на сохранение официального статуса за французским языком, что поставило его в очень уязвимое положение перед британскими властями, взявшими курс на англификацию франкоканадского населения).

## Ход событий

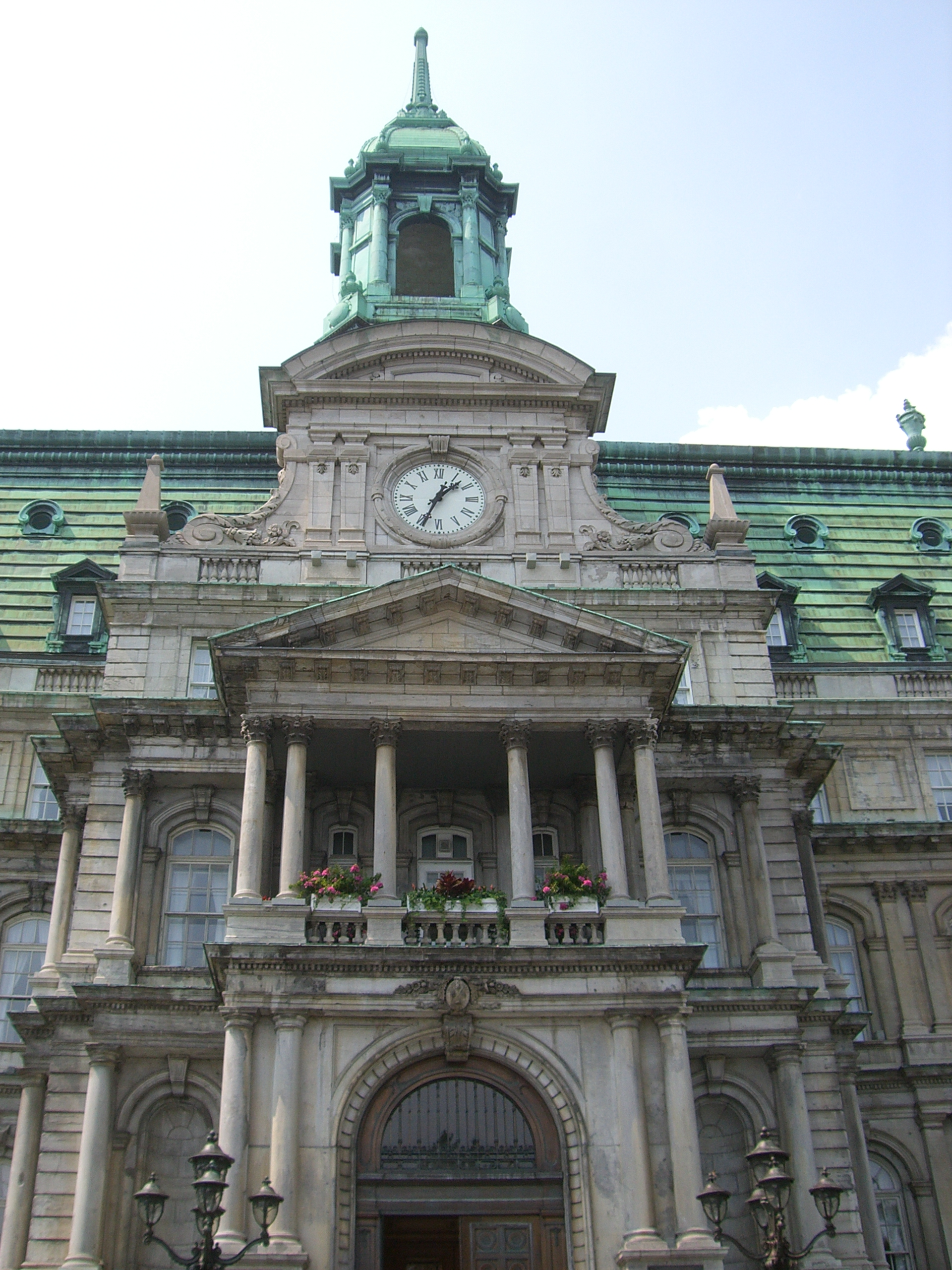
Балкон Монреальской ратуши, с которого генерал де Голль произнёс свою речь

Де Голль решил добираться в Канаду океаном, чтобы прибыть в квебекский порт на территорию Французской Канады, как это ранее делали первые французские поселенцы, подчеркнув тем самым особый характер отношений Франции и Квебека. Самолётом ему бы пришлось приземлиться в международном аэропорту Оттавы, чтобы соблюсти традиции международных визитов. 15 июля 1967 года президент Франции поднялся в Бресте на борт крейсера «Кольбер», по дороге в Канаду побывал во владении Франции в Атлантическом океане Сен-Пьер и Микелон и прибыл в квебекский порт 23 июля. Квебек принимал де Голля с невероятным энтузиазмом.
После прибытия в город Квебек 77-летний де Голль совершил символическое 300-километровое путешествие на автомобиле в Монреаль по северному берегу р. Св. Лаврентия. Специально для французского президента на асфальт некоторых участков старой французской дороги Шмен-дю-Руа, проложенной при французском режиме в 1731—1737 годах, белой краской были нанесены отпечатки бурбонской лилии флёр-де-лис. По пути следования в местечке Сент-Анн-де-Бопре де Голль отстоял мессу в местной церкви. Во время остановки в Труа-Ривьере президент Франции обратился к встречающим с речью о том, что «каждый народ должен распоряжаться самим собой».
В Монреале французского президента также ожидал тёплый приём. Публичных мероприятий с участием президента Франции после его официальной встречи с мэром Монреаля Жаном Драпо не предусматривалось. Мэр и президент Франции должны были выйти на балкон Монреальской ратуши исключительно поприветствовать собравшихся на площади перед ратушей. Монреальские власти всерьёз опасались резких заявлений от де Голля. Мэр даже заранее распорядился убрать с балкона микрофоны, но по каким-то причинам это не было сделано. Видя, что всё пространство перед зданием мэрии запружено народом, де Голль заявил мэру Драпо, что желает выступить. Мэр сослался на отсутствие соответствующей аппаратуры. В этот момент стоявший поблизости техник услужливо показал на неубранные микрофоны.
Свою спонтанную речь с балкона Монреальской ратуши де Голль начал с параллели между 1944 и 1967 годами и рассказал, что чувствовал себя в этот раз в Квебеке в такой же атмосфере, что и во время освобождения Франции. Затем он повторил собравшимся свои тезисы о доверии Франции к Квебеку и стремлении его страны оказать содействие канадской провинции в движении вперёд и развитии сотрудничества. В заключение де Голль воскликнул «Да здравствует Квебек!» (фр. «Vive le Québec!»), а затем добавил: «Да здравствует свободный Квебек!» (фр. «Vive le Québec libre!»), подчеркнув в микрофон слово «свободный». Толпа в ошеломлении от упоминания свободного Квебека устроила оратору овации.
На следующий день Де Голль посетил Всемирную выставку, а 26 июля побывал в Монреальском университете. В связи с международным скандалом ему пришлось отказаться от продолжения официального визита и встреч в Оттаве и вернуться в Париж. Случившийся скандал нисколько не смутил генерала. Он был абсолютно убеждён в своей правоте. В соответствующем коммюнике, опубликованном по результатам визита в Канаду, говорилось: «Генерал де Голль стал свидетелем невероятного французского рвения по пути всего следования. Он понял, что французским канадцам не обеспечили свободы, равенства и братства. Он имел возможность оценить их стремление быть хозяевами собственного прогресса».

## Международная реакция и последствия
Речь президента Де Голля вызвала международный скандал, который отчасти продолжается по настоящее время. Реакция правительства последовала из Оттавы незамедлительно. Речь президента Франции была расценена как провокация. Канадско-французские отношения были надолго испорчены. Международная пресса, в том числе и французская (Le Monde), неоднозначно отреагировала на данное заявление, описав его как нарушение дипломатического протокола. Так или иначе, во франкоканадской среде ускорилось уже назревшее к этому времени движение за расширение прав автономии, возвращение французскому языка статуса единственного официального языка провинции Квебек, а также отстранения англо-квебекского меньшинства от монопольного управления экономикой Квебека, получившее впоследствии обобщённое название «Тихая революция». Англо-канадская пресса и политики в свою очередь начали упрекать саму Францию в подавлении бретонского национального движения. Де Голль и его официальные советники впоследствии предложили ряд версий, позволявших отвести обвинение в сепаратизме, среди них — то, что имелась в виду свобода Квебека и Канады в целом от иностранных военных блоков (то есть, опять же, НАТО). По другой версии, опирающейся на весь контекст речи де Голля, он имел в виду квебекских товарищей по Сопротивлению, боровшихся за свободу всего мира от нацизма. Так или иначе, на этот инцидент очень долго ссылались и продолжают ссылаться сторонники независимости Квебека.